# Ant-Man (pel·lícula)
Ant-Man és una pel·lícula de superherois estrenada el 17 de juliol de 2015. Està dirigida per Peyton Reed i es basa en el personatge homònim pertanyent a Marvel Comics. És la dotzena pel·lícula de Marvel Studios i també la pel·lícula que tanca la segona fase de l'Univers cinematogràfic de Marvel.

## Repartiment
- Paul Rudd com a Scott Lang/Ant-Man[6]
- Evangeline Lilly com a Hope Van Dyne[7]
- Corey Stoll com a Darren Cross[7][8]
- Bobby Cannavale com a Paxton[9]
- Michael Peña com a Luis[10]
- Tip Harris com a Dave[10]
- Michael Douglas com a Ant-Man[11]
- Anthony Mackie com a Sam Wilson/Falcó

## Producció
Des que es va formar l'Univers cinematogràfic de Marvel el 2008 i es va anunciar la pel·lícula Els Venjadors el 2010, hi va haver molta especulació sobre els personatges que apareixerien en aquesta pel·lícula. Marvel va anunciar en 2011 que la pel·lícula estaria protagonitzada per Els venjadors fundadors, entre els quals s'incloïen l'Home Formiga i la Vespa, i després es va informar sobre la producció d'un film on anaven a aparèixer tots dos herois sota el títol d'Ant-Man.
Des de 2006 el director Edgar Wright va mostrar el seu interès a Marvel per dirigir la pel·lícula. Marvel ho va contractar per dirigir-la en 2008, afegint així al personatge a l'Univers cinematogràfic de Marvel i més es rumorejava que la data d'estrena podria ser en l'estiu de 2011 i així els personatges també farien la seva aparició a Els Venjadors.
No obstant això, Marvel va declinar aquest fet anunciant la data de Els Venjadors, la qual seria el 4 de maig de 2012, i deixant per a futures entregues a tots dos herois i reemplaçant amb Ull de Falcó i Vídua Negra, que ja havien aparegut en la pel·lícula Thor i en Iron Man 2, respectivament.
El gener de 2011, Wright va dir que s'ha reprès a escriure el guió de la pel·lícula després de la conclusió de la promoció internacional de Scott Pilgrim contra el món.
Disney i Marvel en la Comic-Con de 2012, al mes de setembre, s'anuncien les pel·lícules de la «Segona Fase», amb noms oficials i els seus respectius estrenes, i així queden confirmades Iron Man 3 (2013), Thor: The Dark World (2013), Captain America: The Winter Soldier (2014), Guardians de la Galàxia (2014) i Avengers: Age of Ultron (2015), descartant novament la seva aparició en una pel·lícula d'Els Vengadors.
El gener de 2013, Feige va dir que Ant-Man seria part de la fase dues de la Univers cinematogràfic de Marvel. Al maig de 2013, Feige va indicar que el guió havia de ser modificat per tal d'encaixar en l'univers pel fet que el projecte havia iniciat el seu desenvolupament abans de la primera pel·lícula d'Iron Man.
Feige també va declarar que el rodatge estava programat per començar en algun moment del 2014 i que la pre-producció començaria cap a finals de 2013. Al setembre 2013, Disney es va traslladar la data de llançament de la pel·lícula des 6 novembre 2015 fins a juliol 31 del mateix any.
El 14 octubre 2013 Paul Rudd va audicionar per al paper principal. El 13 de gener de 2014, Michael Douglas va ser triat com Hank Pym i Rudd va ser confirmat per interpretar a Scott Lang. També al gener, Disney va canviar la data de llançament, un cop més, movent la pel·lícula des del 31 de juliol 2015 fins al 17 de juliol 2015. Al febrer de 2014, Evangeline Lilly va entrar primeres converses per retratar la protagonista femenina.
Al maig de 2014 i després de gairebé 8 anys en la pre-producció, el director Edgar Wright va abandonar el projecte per diferències creatives amb Marvel Studios. La data d'estrena no va ser canviada i Marvel va anunciar treballar en la recerca d'un substitut. El 7 de juny, Marvel va confirmar a Peyton Reed com a director, amb Adam McKay contractat per polir el guió de Wright i Cornish. El rodatge del film va començar a San Francisco el 18 d'agost de 2014. L'agost de 2014, Reed va revelar que la filla de Scott Lang apareixeria en la pel·lícula, i Gabriel Ferrari i Andrew Escombrar van ser contractats per a realitzar més revisions del guió.